# Ternium
Ternium est une entreprise fondée en 2005 à la suite de la consolidation de Siderar (Argentine), Sidor (Venezuela) et Hylsa (Mexique). Elle est leader en Amérique latine dans le secteur de la sidérurgie.